# Dirkon
La càmera Dirkon és una càmera estenopeica retallable, publicada el 1979 en la revista Un ABC de Joves Tècnics i Científics Naturals (ABC mladých techniků a přírodovědců), creada i editada a Txecoslovàquia. Els creadors d'aquesta càmera són Martin Pilný, Mirek Kolár i Richard Vyskovský.
Aquesta càmera està elaborada de paper amb una lent estenopeica de 35mm que utilitza una pel·lícula de 21 DIN. El nom de Dirkon sorgeix de la combinació de la paraula txeca Dirka (forat d'agulla) i la marca japonesa Nikon. La intenció d'aquesta càmera era d'una manera barata i creativa apropar la fotografia a una generació de joves sense recursos.

## Història
Durant la dècada del 1970, totes les revistes publicades en la Txecoslovàquia comunista estaven totalment controlades per l'estat, igual que la majoria de les altres empreses. Eren una minoria les revistes que estaven disponibles i eren difícils d'aconseguir, fet pel qual la gent les agafava com un préstec i les intercanviava quan sorgia l'oportunitat. Aquest fet també es va aplicar a les revistes dirigides a joves. En una d'aquestes és on va sortir publicada aquesta càmera, abans de la creació de les càmeres fotogràfiques digitals. Aquesta càmera de paper es creava a partir d'un paper rígid i era feta a mà. Era molt similar a les reals del moment però del material esmentat anteriorment. No només van aconseguir crear-la, sinó que va tenir bastant èxit entre els seus lectors, que no van dubtar a fer-ne ús, creant les seves versions i millorant-la.

## Instruccions
Les instruccions originals impreses de 1979 s'estructuren de la següent manera:
1. En primer lloc, incorporen una petita presentació de la càmera estenopeica i del material cinematogràfic que es necessita per crear aquesta càmera.
2. A continuació, expliquen com introduir el rotllo de la pel·lícula un cop s'han enganxat les diverses parts de la càmera.
3. Llavors, contenen una breu descripció del funcionament de l'exposició.
4. A partir d'aquí, inicien l'explicació sobre com unir la càmera.
5. Acaben amb una explicació que comença amb el terme "Alerta!", ja que es resumeix com crear el forat per on es captaran les imatges.
6. Finalment, els tres creadors de Dirkon desitgen una bona exposició i unes grans imatges a tot usuari que faci ús de la seva creació.

Cal tenir present que el disseny va ser millorat significativament pels usuaris enganxant una fulla prima de metall amb un forat petit, en canvi, de fer-ho directament en el paper tal com es descriu en les seves instruccions. No obstant això, és innecessari aplicar aquesta millora si la intenció és gaudir de la màgia de la càmera de paper original que es va dissenyar.
Les instruccions recomenen l'ús d'una pel·lícula Foma 21° DIN de blanc i negre (pròpia de Txecoslovàquia), molt similar a la internacional Ilford Pan 100.